# 羅伯·考德瑞
羅伯·考德瑞（英語：Robert William "Rob" Corddry，1971年2月4日—）是一位美國男演員和喜劇演員。他曾經是《每日秀》的主持人之一，此外它還出演過2010年喜劇電影《扭轉時光機》。
他的弟弟內特·考德瑞也是一名演員。